# Хартвиг I (пфальцграф Баварии)
Хартвиг I (нем. Hartwig I.; ум. 16 июня 985) — пфальцграф Баварии с 977 года.
Внук или внучатый племянник Хартвига (ум. 925/930), фогта Зальцбурга, близкого родственника архиепископа Адальберта. Возможно, имя матери — Вихбурга.
Впервые упоминается в документе 953 года, где назван представителем короля (waltpoto, Gewaltbote) в Каринтийском Кроатенгау.
960 год — граф в Изенгау, 963 год — граф в Нижнем Зальцбурггау, 965 год — в Средней Каринтии.
С 977 года — пфальцграф Баварии. Эту должность передал по наследству зятю.

## Семья
Жена — Вихбурга Баварская, дочь Эберхарда из рода Луитпольдингеров. Дочь:
- Адала (ум. после 1020), 1-й муж — Арибо I (ум. после 1000), пфальцграф Баварии, 2-й муж — Энгельберт II фон Химгау.

Также их детьми иногда считаются:
- Хартвиг (ум. 1023), архиепископ Зальцбурга.
- Вихбурга (ум. 1020/30), муж — Оттвин (ум. 1019), граф в Лумгау и Пустертале.